# 大胡純
大胡 純（おおご じゅん、1847年（弘化4年） - 1907年（明治40年）5月27日）は、幕末の水戸藩士。明治時代の公吏。東京市区長。

## 経歴
水戸藩士。大胡資敬の子としてのちの茨城県に生まれる。1862年（文久2年）江戸に上り千葉道三郎の門に入り剣術を学ぶが、父と共に禁固5年に処される。1869年（明治2年）箱館戦争で軍功を挙げた。1871年（明治4年）水戸藩権少属に任じ、1880年（明治13年）東京府に出仕し、土木課長、1891年（明治24年）6月に参事官、日本橋区長、市区改正課長、本所区長、麹町区長を歴任した。